# Agelasta mediofasciata
Agelasta mediofasciata es una especie de escarabajo longicornio del género Agelasta, categorizada en la tribu Mesosini, de la subfamilia Lamiinae. Fue descrita por Heller en 1913.

## Descripción
Mide 16-18 mm de longitud.

## Distribución
Se distribuye por Filipinas.